# Feuchtnasenprimaten
Die Feuchtnasenprimaten,
Feuchtnasenaffen
oder Nacktnasenaffen
(Strepsirrhini oder Strepsirhini)
sind eine Unterordnung der Primaten und werden den Trockennasenprimaten gegenübergestellt. Traditionell wurden sie dagegen mit den Koboldmakis als Halbaffen zusammengefasst.

## Allgemeines
Feuchtnasenprimaten unterscheiden sich in einer Reihe von Merkmalen von der anderen Unterordnung, den Trockennasenprimaten. Namensgebender Unterschied ist der Nasenspiegel (Rhinarium), der bei diesen Tieren wie bei den Katzen feucht ist, was sich auch im besser entwickelten Geruchssinn widerspiegelt. Weitere Unterschiede liegen im Daumen, der nur in einem schwächeren Ausmaß den anderen Fingern gegenübergestellt werden kann, einer vorhandenen Putzkralle an der zweiten Zehe und anderen anatomischen Merkmalen. Darüber hinaus kommen bei Feuchtnasenprimaten eher Mehrlingsgeburten vor, während bei den Trockennasenprimaten die Einzelgeburten überwiegen.

## Verbreitung

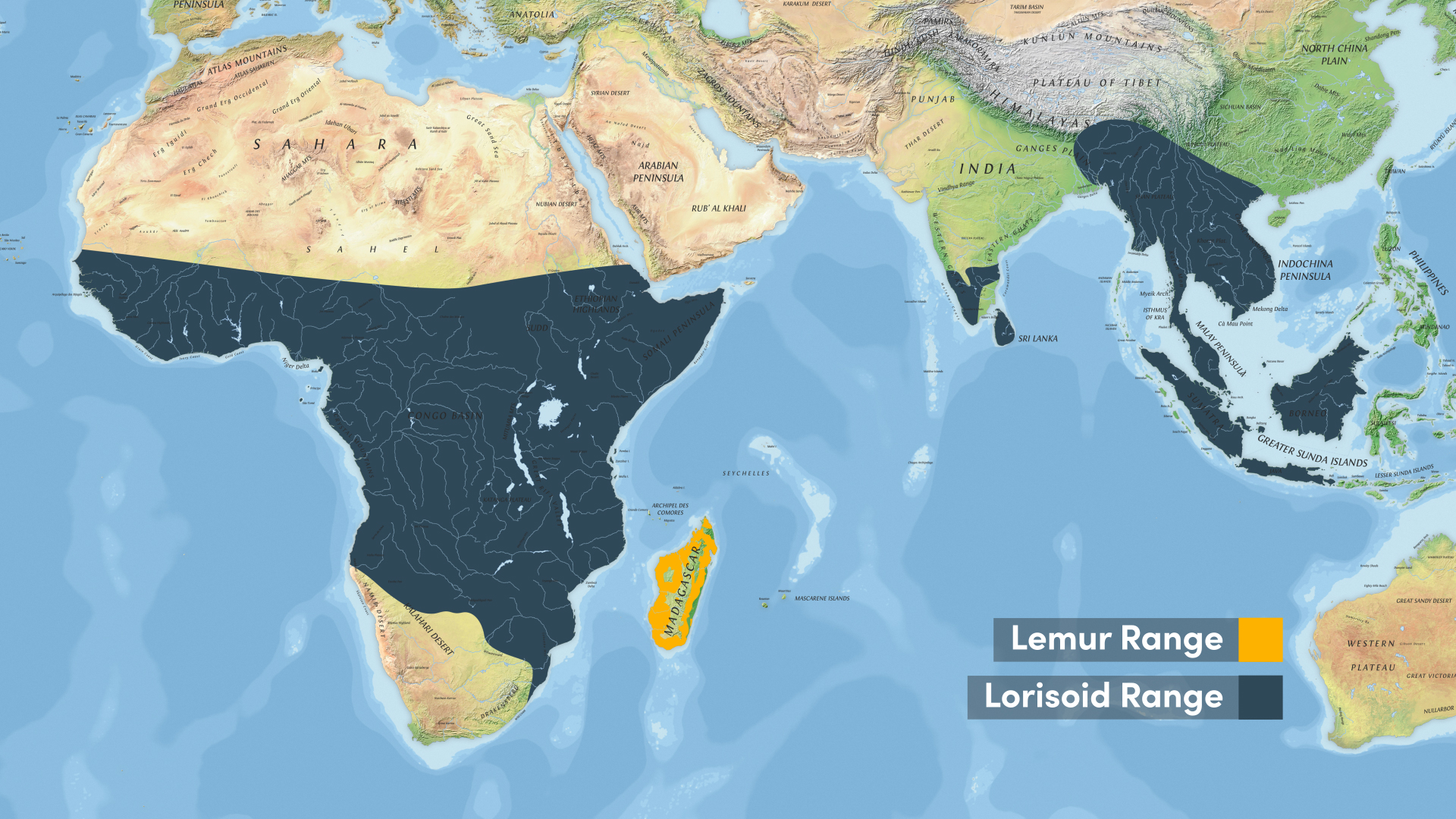
Verbreitungsgebiete:
Lemuren und Fingertier
Loriartige

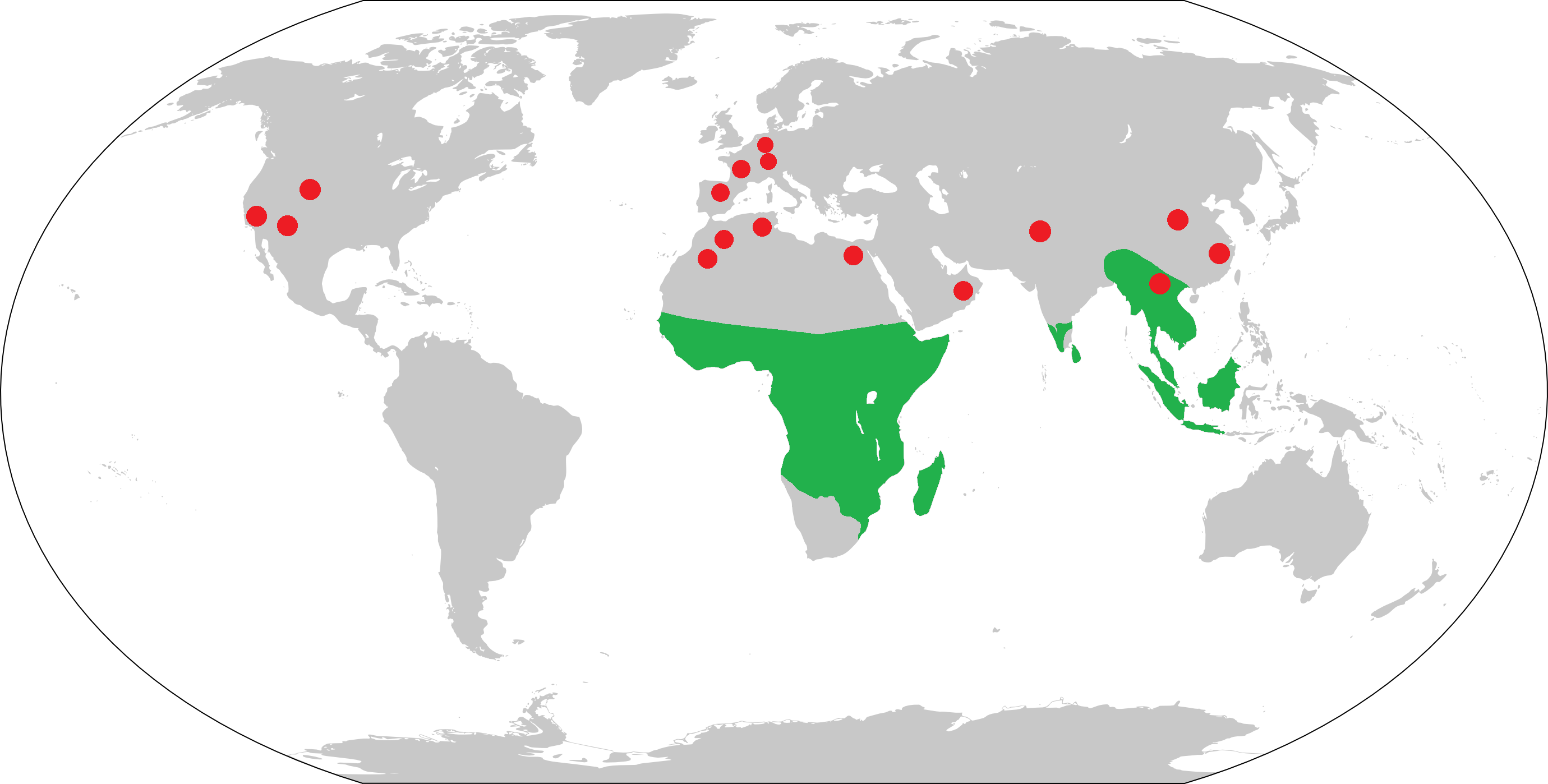
Das heutige Verbreitungsgebiet der Feuchtnasenprimaten
Fundort von Fossilien außerhalb des heutigen Verbreitungsgebietes

Fünf der sieben Familien leben auf der Insel Madagaskar. Die beiden anderen kommen im mittleren und südlichen Afrika sowie in Süd- und Südostasien vor.

## Systematik
Man unterscheidet drei rezente Teilordnungen:
- Teilordnung Chiromyiformes mit nur einer Art auf Madagaskar
  - Fingertier (Daubentonia madagascariensis)

- Teilordnung Lemuren (Lemuriformes) mit vier lebenden und einer ausgestorbenen Familie, alle auf Madagaskar
  - Gewöhnliche Makis (Lemuridae)
  - Katzenmakis (Cheirogaleidae)
  - Wieselmakis (Lepilemuridae)
  - Indriartige (Indriidae)
  - Megaladapidae †

- Teilordnung Loriartige (Lorisiformes) mit zwei Familien in Afrika und Asien
  - Loris (Lorisidae)
  - Galagos (Galagonidae)

Eine weitere Gruppe, die Adapiformes, umfasst eine Reihe ausgestorbener Arten, die vom Eozän bis zum Miozän aus Nordamerika und Eurasien belegt sind.
|                         | Katzenmakis (Cheirogaleidae)                                                              |
|                         |                                                                                           |
|                         | Wieselmakis (Lepilemuridae)                                                               |
|                         |                                                                                           |
|                         | \| \| Indriartige (Indriidae) \| \| \| \| \| \| Gewöhnliche Makis (Lemuridae) \| \| \| \| |
| Vorlage:Klade/Wartung/3 |                                                                                           |
|                         | Indriartige (Indriidae)                                                                   |
|                         |                                                                                           |
|                         | Gewöhnliche Makis (Lemuridae)                                                             |
|                         |                                                                                           |

|  | Indriartige (Indriidae)       |
|  |                               |
|  | Gewöhnliche Makis (Lemuridae) |
|  |                               |

|                         | Katzenmakis (Cheirogaleidae)                                                              |
|                         |                                                                                           |
|                         | Wieselmakis (Lepilemuridae)                                                               |
|                         |                                                                                           |
|                         | \| \| Indriartige (Indriidae) \| \| \| \| \| \| Gewöhnliche Makis (Lemuridae) \| \| \| \| |
| Vorlage:Klade/Wartung/3 |                                                                                           |
|                         | Indriartige (Indriidae)                                                                   |
|                         |                                                                                           |
|                         | Gewöhnliche Makis (Lemuridae)                                                             |
|                         |                                                                                           |

|  | Indriartige (Indriidae)       |
|  |                               |
|  | Gewöhnliche Makis (Lemuridae) |
|  |                               |

|  | Loris (Lorisidae)     |
|  |                       |
|  | Galagos (Galagonidae) |
|  |                       |

|                         | Katzenmakis (Cheirogaleidae)                                                              |
|                         |                                                                                           |
|                         | Wieselmakis (Lepilemuridae)                                                               |
|                         |                                                                                           |
|                         | \| \| Indriartige (Indriidae) \| \| \| \| \| \| Gewöhnliche Makis (Lemuridae) \| \| \| \| |
| Vorlage:Klade/Wartung/3 |                                                                                           |
|                         | Indriartige (Indriidae)                                                                   |
|                         |                                                                                           |
|                         | Gewöhnliche Makis (Lemuridae)                                                             |
|                         |                                                                                           |

|  | Indriartige (Indriidae)       |
|  |                               |
|  | Gewöhnliche Makis (Lemuridae) |
|  |                               |

|                         | Katzenmakis (Cheirogaleidae)                                                              |
|                         |                                                                                           |
|                         | Wieselmakis (Lepilemuridae)                                                               |
|                         |                                                                                           |
|                         | \| \| Indriartige (Indriidae) \| \| \| \| \| \| Gewöhnliche Makis (Lemuridae) \| \| \| \| |
| Vorlage:Klade/Wartung/3 |                                                                                           |
|                         | Indriartige (Indriidae)                                                                   |
|                         |                                                                                           |
|                         | Gewöhnliche Makis (Lemuridae)                                                             |
|                         |                                                                                           |

|  | Indriartige (Indriidae)       |
|  |                               |
|  | Gewöhnliche Makis (Lemuridae) |
|  |                               |

|  | Loris (Lorisidae)     |
|  |                       |
|  | Galagos (Galagonidae) |
|  |                       |